# Mukhiguda
Mukhiguda es una  ciudad censal situada en el distrito de Kalahandi en el estado de Odisha (India). Su población es de 6155 habitantes (2011). Se encuentra a 40 km de Bhawanipatna y a 253 km de Bhubaneswar.

## Demografía
Según el censo de 2011 la población de Mukhiguda era de 6155 habitantes, de los cuales 3236 eran hombres y 2919 eran mujeres. Mukhiguda tiene una tasa media de alfabetización del 79,14%, superior a la media estatal del 72,87%: la alfabetización masculina es del 87,33%, y la alfabetización femenina del 70,10%